# Llista d'asteroides/205001-205100
| Nom      | Designació provisional | Data de descobriment   | Lloc de descobriment | Descobridor/s            |
| -------- | ---------------------- | ---------------------- | -------------------- | ------------------------ |
| 205001 - | 1996 VS27              | 11 de novembre de 1996 | Kitt Peak            | Spacewatch               |
| 205002 - | 1996 XZ4               | 6 de desembre de 1996  | Kitt Peak            | Spacewatch               |
| 205003 - | 1996 XS10              | 2 de desembre de 1996  | Kitt Peak            | Spacewatch               |
| 205004 - | 1997 AG10              | 3 de gener de 1997     | Kitt Peak            | Spacewatch               |
| 205005 - | 1997 AD12              | 10 de gener de 1997    | Kitt Peak            | Spacewatch               |
| 205006 - | 1997 AY21              | 15 de gener de 1997    | San Marcello         | L. Tesi, G. Cattani      |
| 205007 - | 1997 CJ16              | 6 de febrer de 1997    | Kitt Peak            | Spacewatch               |
| 205008 - | 1997 EP6               | 2 de març de 1997      | Kitt Peak            | Spacewatch               |
| 205009 - | 1997 HJ14              | 27 d'abril de 1997     | Kitt Peak            | Spacewatch               |
| 205010 - | 1997 KN1               | 27 de maig de 1997     | Caussols             | ODAS                     |
| 205011 - | 1997 LH2               | 5 de juny de 1997      | Kitt Peak            | Spacewatch               |
| 205012 - | 1997 LX10              | 7 de juny de 1997      | La Silla             | E. W. Elst               |
| 205013 - | 1997 PS2               | 11 d'agost de 1997     | Kleť                 | Kleť                     |
| 205014 - | 1997 SK9               | 27 de setembre de 1997 | Kitt Peak            | Spacewatch               |
| 205015 - | 1997 SX31              | 28 de setembre de 1997 | Kitt Peak            | Spacewatch               |
| 205016 - | 1997 TU21              | 4 d'octubre de 1997    | Kitt Peak            | Spacewatch               |
| 205017 - | 1997 UN6               | 23 d'octubre de 1997   | Kitt Peak            | Spacewatch               |
| 205018 - | 1997 WR6               | 23 de novembre de 1997 | Kitt Peak            | Spacewatch               |
| 205019 - | 1997 WN19              | 24 de novembre de 1997 | Kitt Peak            | Spacewatch               |
| 205020 - | 1997 WG35              | 29 de novembre de 1997 | Socorro              | LINEAR                   |
| 205021 - | 1997 YS12              | 27 de desembre de 1997 | Kitt Peak            | Spacewatch               |
| 205022 - | 1998 AW4               | 7 de gener de 1998     | Modra                | A. Galád, A. Pravda      |
| 205023 - | 1998 BF5               | 18 de gener de 1998    | Kitt Peak            | Spacewatch               |
| 205024 - | 1998 BZ5               | 22 de gener de 1998    | Kitt Peak            | Spacewatch               |
| 205025 - | 1998 BM22              | 23 de gener de 1998    | Kitt Peak            | Spacewatch               |
| 205026 - | 1998 DY6               | 17 de febrer de 1998   | Kitt Peak            | Spacewatch               |
| 205027 - | 1998 DH12              | 23 de febrer de 1998   | Kitt Peak            | Spacewatch               |
| 205028 - | 1998 EH6               | 1 de març de 1998      | Caussols             | ODAS                     |
| 205029 - | 1998 HD28              | 22 d'abril de 1998     | Kitt Peak            | Spacewatch               |
| 205030 - | 1998 HY158             | 18 d'abril de 1998     | Kitt Peak            | Spacewatch               |
| 205031 - | 1998 MD17              | 27 de juny de 1998     | Kitt Peak            | Spacewatch               |
| 205032 - | 1998 QO51              | 17 d'agost de 1998     | Socorro              | LINEAR                   |
| 205033 - | 1998 QL56              | 30 d'agost de 1998     | Kitt Peak            | Spacewatch               |
| 205034 - | 1998 QD71              | 24 d'agost de 1998     | Socorro              | LINEAR                   |
| 205035 - | 1998 QD84              | 24 d'agost de 1998     | Socorro              | LINEAR                   |
| 205036 - | 1998 QG97              | 24 d'agost de 1998     | Socorro              | LINEAR                   |
| 205037 - | 1998 RV31              | 14 de setembre de 1998 | Socorro              | LINEAR                   |
| 205038 - | 1998 RA32              | 14 de setembre de 1998 | Socorro              | LINEAR                   |
| 205039 - | 1998 SP13              | 21 de setembre de 1998 | Caussols             | ODAS                     |
| 205040 - | 1998 SO47              | 26 de setembre de 1998 | Kitt Peak            | Spacewatch               |
| 205041 - | 1998 SD88              | 26 de setembre de 1998 | Socorro              | LINEAR                   |
| 205042 - | 1998 SQ96              | 26 de setembre de 1998 | Socorro              | LINEAR                   |
| 205043 - | 1998 SS125             | 26 de setembre de 1998 | Socorro              | LINEAR                   |
| 205044 - | 1998 TM4               | 13 d'octubre de 1998   | Kitt Peak            | Spacewatch               |
| 205045 - | 1998 TD21              | 13 d'octubre de 1998   | Kitt Peak            | Spacewatch               |
| 205046 - | 1998 UE10              | 16 d'octubre de 1998   | Kitt Peak            | Spacewatch               |
| 205047 - | 1998 UE50              | 18 d'octubre de 1998   | Anderson Mesa        | LONEOS                   |
| 205048 - | 1998 WN25              | 16 de novembre de 1998 | Kitt Peak            | Spacewatch               |
| 205049 - | 1998 WE40              | 23 de novembre de 1998 | Kitt Peak            | Spacewatch               |
| 205050 - | 1999 AO33              | 15 de gener de 1999    | Kitt Peak            | Spacewatch               |
| 205051 - | 1999 CO58              | 10 de febrer de 1999   | Socorro              | LINEAR                   |
| 205052 - | 1999 CP142             | 10 de febrer de 1999   | Kitt Peak            | Spacewatch               |
| 205053 - | 1999 CW148             | 10 de febrer de 1999   | Kitt Peak            | Spacewatch               |
| 205054 - | 1999 FV2               | 16 de març de 1999     | Kitt Peak            | Spacewatch               |
| 205055 - | 1999 GV46              | 6 d'abril de 1999      | Anderson Mesa        | LONEOS                   |
| 205056 - | 1999 JR7               | 8 de maig de 1999      | Catalina             | CSS                      |
| 205057 - | 1999 JW44              | 10 de maig de 1999     | Socorro              | LINEAR                   |
| 205058 - | 1999 JD69              | 12 de maig de 1999     | Socorro              | LINEAR                   |
| 205059 - | 1999 JA128             | 10 de maig de 1999     | Socorro              | LINEAR                   |
| 205060 - | 1999 LB9               | 8 de juny de 1999      | Socorro              | LINEAR                   |
| 205061 - | 1999 RC15              | 7 de setembre de 1999  | Socorro              | LINEAR                   |
| 205062 - | 1999 RH29              | 8 de setembre de 1999  | Socorro              | LINEAR                   |
| 205063 - | 1999 RD39              | 13 de setembre de 1999 | Kleť                 | Kleť                     |
| 205064 - | 1999 RL44              | 7 de setembre de 1999  | Socorro              | LINEAR                   |
| 205065 - | 1999 RV63              | 7 de setembre de 1999  | Socorro              | LINEAR                   |
| 205066 - | 1999 RF78              | 7 de setembre de 1999  | Socorro              | LINEAR                   |
| 205067 - | 1999 RF87              | 7 de setembre de 1999  | Socorro              | LINEAR                   |
| 205068 - | 1999 RN94              | 7 de setembre de 1999  | Socorro              | LINEAR                   |
| 205069 - | 1999 RF101             | 8 de setembre de 1999  | Socorro              | LINEAR                   |
| 205070 - | 1999 RP104             | 8 de setembre de 1999  | Socorro              | LINEAR                   |
| 205071 - | 1999 RX105             | 8 de setembre de 1999  | Socorro              | LINEAR                   |
| 205072 - | 1999 RE129             | 9 de setembre de 1999  | Socorro              | LINEAR                   |
| 205073 - | 1999 RO157             | 9 de setembre de 1999  | Socorro              | LINEAR                   |
| 205074 - | 1999 RL213             | 13 de setembre de 1999 | Bergisch Gladbach    | W. Bickel                |
| 205075 - | 1999 RU218             | 5 de setembre de 1999  | Anderson Mesa        | LONEOS                   |
| 205076 - | 1999 RL238             | 8 de setembre de 1999  | Catalina             | CSS                      |
| 205077 - | 1999 RO246             | 7 de setembre de 1999  | Anderson Mesa        | LONEOS                   |
| 205078 - | 1999 SM2               | 16 de setembre de 1999 | Uccle                | T. Pauwels, S. I. Ipatov |
| 205079 - | 1999 SV15              | 30 de setembre de 1999 | Catalina             | CSS                      |
| 205080 - | 1999 SA19              | 30 de setembre de 1999 | Socorro              | LINEAR                   |
| 205081 - | 1999 TX14              | 12 d'octubre de 1999   | Fountain Hills       | C. W. Juels              |
| 205082 - | 1999 TM15              | 12 d'octubre de 1999   | Ondřejov             | P. Kušnirák, P. Pravec   |
| 205083 - | 1999 TU22              | 3 d'octubre de 1999    | Kitt Peak            | Spacewatch               |
| 205084 - | 1999 TD23              | 3 d'octubre de 1999    | Kitt Peak            | Spacewatch               |
| 205085 - | 1999 TQ32              | 4 d'octubre de 1999    | Socorro              | LINEAR                   |
| 205086 - | 1999 TT33              | 4 d'octubre de 1999    | Socorro              | LINEAR                   |
| 205087 - | 1999 TW67              | 8 d'octubre de 1999    | Kitt Peak            | Spacewatch               |
| 205088 - | 1999 TC82              | 12 d'octubre de 1999   | Kitt Peak            | Spacewatch               |
| 205089 - | 1999 TZ128             | 6 d'octubre de 1999    | Socorro              | LINEAR                   |
| 205090 - | 1999 TJ131             | 6 d'octubre de 1999    | Socorro              | LINEAR                   |
| 205091 - | 1999 TS135             | 6 d'octubre de 1999    | Socorro              | LINEAR                   |
| 205092 - | 1999 TJ146             | 7 d'octubre de 1999    | Socorro              | LINEAR                   |
| 205093 - | 1999 TY158             | 9 d'octubre de 1999    | Socorro              | LINEAR                   |
| 205094 - | 1999 TD162             | 9 d'octubre de 1999    | Socorro              | LINEAR                   |
| 205095 - | 1999 TH167             | 10 d'octubre de 1999   | Socorro              | LINEAR                   |
| 205096 - | 1999 TX172             | 10 d'octubre de 1999   | Socorro              | LINEAR                   |
| 205097 - | 1999 TW176             | 10 d'octubre de 1999   | Socorro              | LINEAR                   |
| 205098 - | 1999 TU179             | 10 d'octubre de 1999   | Socorro              | LINEAR                   |
| 205099 - | 1999 TX209             | 14 d'octubre de 1999   | Socorro              | LINEAR                   |
| 205100 - | 1999 TE214             | 15 d'octubre de 1999   | Socorro              | LINEAR                   |